# Landschaftsschutzgebiet Webelsbusch

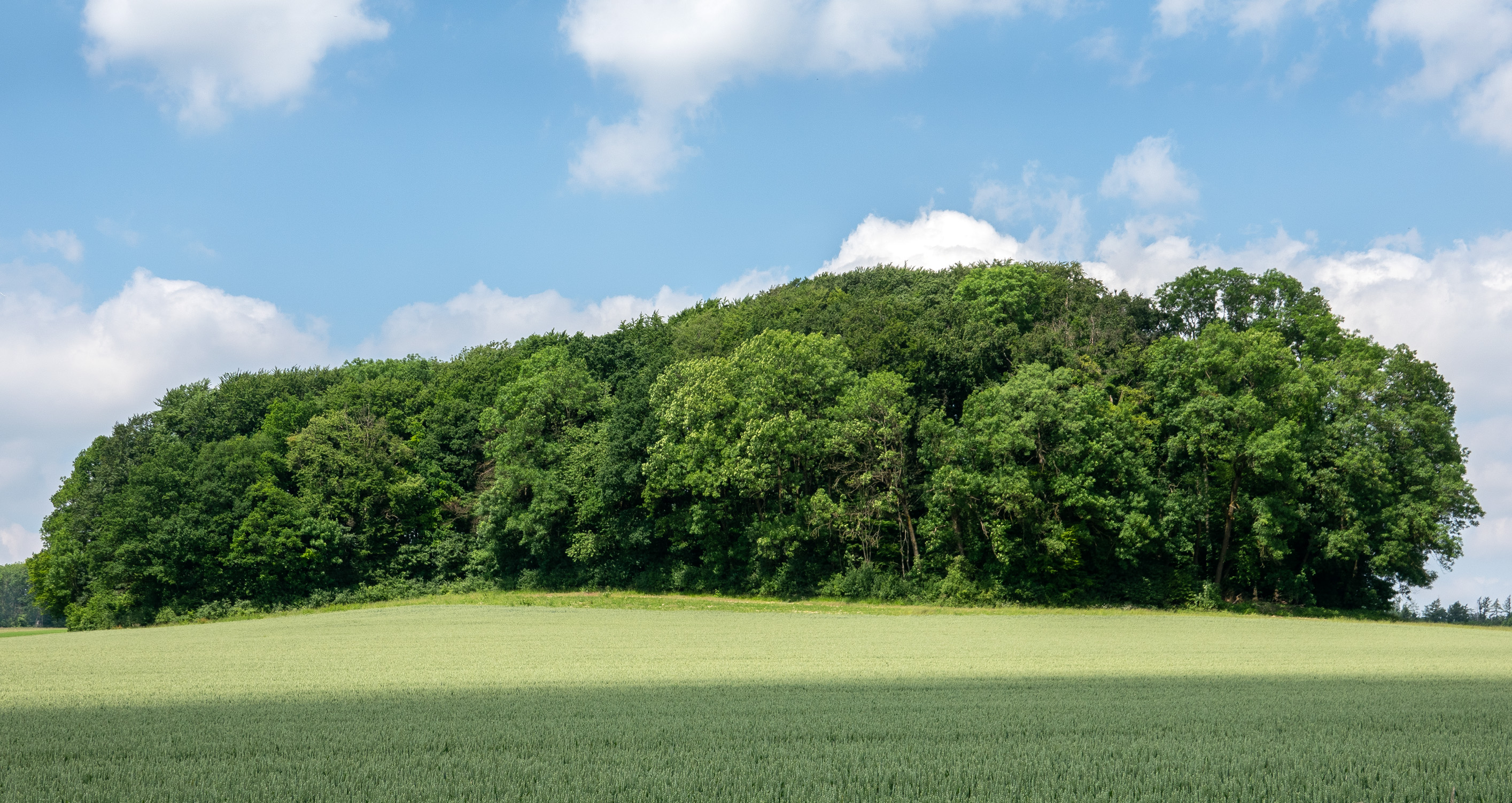
Landschaftsschutzgebiet Webelsbusch

Das Landschaftsschutzgebiet Webelsbusch mit 2,2 ha ha Flächengröße liegt im Stadtgebiet Lage nordwestlich von Hörste. Es wurde 2006 mit dem Landschaftsplan Lage durch den Kreistag des Kreises Lippe als Landschaftsschutzgebiet (LSG) ausgewiesen.

## Beschreibung
Das LSG umfasst ein Feldgehölz mit naturnahem, gut ausgeprägtem Waldmeister-Buchenwald. Das Schutzgebiet weist insgesamt eine hohe Reliefenergie auf. Im Nordteil des Waldes liegt ein kulturhistorisch wertvolles Hügelgrab. Es gibt ferner einen alten Aufschluss. Das Schutzgebiet ist von Ackerflächen umgeben. Nur am Südrand liegt ein Feldweg.
Der Landschaftsplan Lage führt zum Wert des LSG aus: „Der Webelsbusch besitzt eine lokale Bedeutung als Trittsteinbiotop. Er liegt innerhalb der Biotopverbundfläche der LÖBF NRW Nordostabdachung des Teutoburger Waldes zwischen Kupferberg und Gräfinghagen.“

## Schutzzwecke für das LSG
Laut Landschaftsplan erfolgte die Ausweisung des LSG
- „zur Erhaltung und Wiederherstellung der Leistungsfähigkeit des Naturhaushaltes in ökologisch besonders wertvoll strukturierten Bereichen mit Wasser-, Klima- und Biotopschutzfunktionen,“
- „zur Erhaltung und Wiederherstellung von Quellbereichen und naturnahen Fließgewässern, Wald- und Grünlandbereichen unterschiedlicher Feuchtestufen, Feldgehölzen, Hecken und Obstwiesen,“
- „zur Erhaltung morphologisch ausgeprägter Bereiche zur Sicherung der landschaftlichen Eigenart und Vielfalt für die Erholung,“
- „zur Erhaltung wertvoller Biotopkomplexe aus Wald-Grünlandbereichen, Fließgewässern und Quellen sowie Biotopen nach § 62 LG mit wichtigen Refugial-, Puffer-, Trittstein- und Vernetzungsfunktionen,“
- „zur Erhaltung und Wiederherstellung wichtiger Rückzugsräume für die bedrohte Tier- und Pflanzenwelt,“
- „zur Sicherung der das Orts- und Landschaftsbild gliedernden und belebenden und die dörflichen Siedlungsstrukturen prägenden Freiraumelemente.“[1]

## Rechtliche Vorschriften
Im Landschaftsschutzgebiet ist unter anderem das Errichten von Bauten verboten. Grün- und Brachland darf nicht in eine andere Nutzungsart umgewandelt oder umgebrochen werden.